# Eucalyptus aquilina
Eucalyptus aquilina är en myrtenväxtart som beskrevs av Murray Ian Hill Brooker. Eucalyptus aquilina ingår i släktet Eucalyptus och familjen myrtenväxter. Inga underarter finns listade i Catalogue of Life.